# 都幾川
都幾川（ときがわ）は、埼玉県西部を流れる荒川水系の一級河川である。越辺川の支流である。支流の槻川とともに入間川流域では最も北側を流れる。

## 地理
埼玉県比企郡ときがわ町大野地区の高篠峠付近に源を発する。源流部には大正末期から昭和初期にかけて設置された石積みの砂防堰堤（落差工）が多数ある。源流周辺はみかんの産地として有名である。この上流域には大野ダムの建設計画があったが、治水計画見直しにより現在は中止されている。
比企郡嵐山町で秩父郡東秩父村を源流とする槻川を合わせる辺りは京都の嵐山の風景によく似ていることから「武蔵嵐山」と命名され嵐山渓谷と呼ばれている。武蔵嵐山駅や嵐山町という自治体名の由来でもある。左岸側の崖は都幾川により開析された河岸段丘である。東松山市に入り関越自動車道や唐子橋より下流から河川の管轄が埼玉県から国土交通省に変わり、この辺りから両側を高い堤防で挟まれるようになる。河川域も運動公園など都市近郊河川の様相を見せ、比企郡川島町長楽において越辺川に合流する。
河川延長は、本川である越辺川やその支流である高麗川とは大差なく、越辺川の支流では高麗川の40.2 kmに次いで長い。また、流域面積161.4 km²は越辺川の支流では最大である。

## 名称の由来
名前の由来の一説であり、慈光寺がある都幾山の南麓を通る
都幾川の語源については、清めることを意味する『斎（とき）』（「潔斎・斎戒」などの「斎」）から来ていると考えられている。

## 災害
2019年10月12日夜、接近した令和元年東日本台風（台風19号）の豪雨により東松山市右岸の堤防が決壊。左岸側では堤防からの越水も生じ、付近一帯が水没した。

## 流域の自治体
埼玉県
比企郡ときがわ町、比企郡嵐山町、東松山市、比企郡川島町

## 流域の施設・名所
- 慈光寺
- 三波渓谷
- 明覚駅
- ときがわ花菖蒲園
- ときがわ町役場
- 都幾川桜堤 - 右岸約2 kmに252本の桜並木
- 武蔵嵐山・嵐山渓谷
- 菅谷館（城）跡（国の史跡。鎌倉時代初期の武将畠山重忠の居館跡）
- 埼玉県立嵐山史跡の博物館（旧埼玉県立歴史資料館）
- 国立女性教育会館
- くらかけ清流の郷バーベキュー場
- 原爆の図丸木美術館
- 駒形公園
- 都幾川リバーサイドパーク
- 正代運動広場
- ピオニウォーク東松山

## 支流
- 橋倉川[9]
- 外川
- 大羽根川
- 七重川
- 氷川
- 雀川
- 槻川
- 神戸川

## 橋梁
上流より記載
- 浅間橋 - 都幾川最上流に架かる橋[9]
- 都幾川橋
- 小幡橋
- 滝の鼻橋 - 日本の近代土木遺産に選定[9]
- 下郷橋
- 越瀬橋（埼玉県道172号大野東松山線）
- 別所橋
- 本田橋（埼玉県道30号飯能寄居線）
- 市川橋
- 川北橋
- 都幾川橋梁（八高線）
- 破岩橋（人道橋）
- 玉川橋 - 日本の近代土木遺産に選定[9]
- 新玉川橋（埼玉県道171号ときがわ坂戸線）
- 坪ノ内橋
- 和田橋
- 班渓寺橋
- 八幡橋
- 千騎沢橋
- 二瀬橋
- 学校橋
- 月田橋（埼玉県道172号大野東松山線）
- 鞍掛橋（冠水橋）
- 神戸大橋

- 稲荷橋（冠水橋）
- 都幾川橋（関越自動車道）
- 唐子橋（埼玉県道41号東松山越生線）
- 都幾川橋梁（東武東上線）
- 東松山橋（東松山市道80号）
- 新東松山橋（国道407号東松山バイパス）
- 高野橋（東松山市道52号[10]）

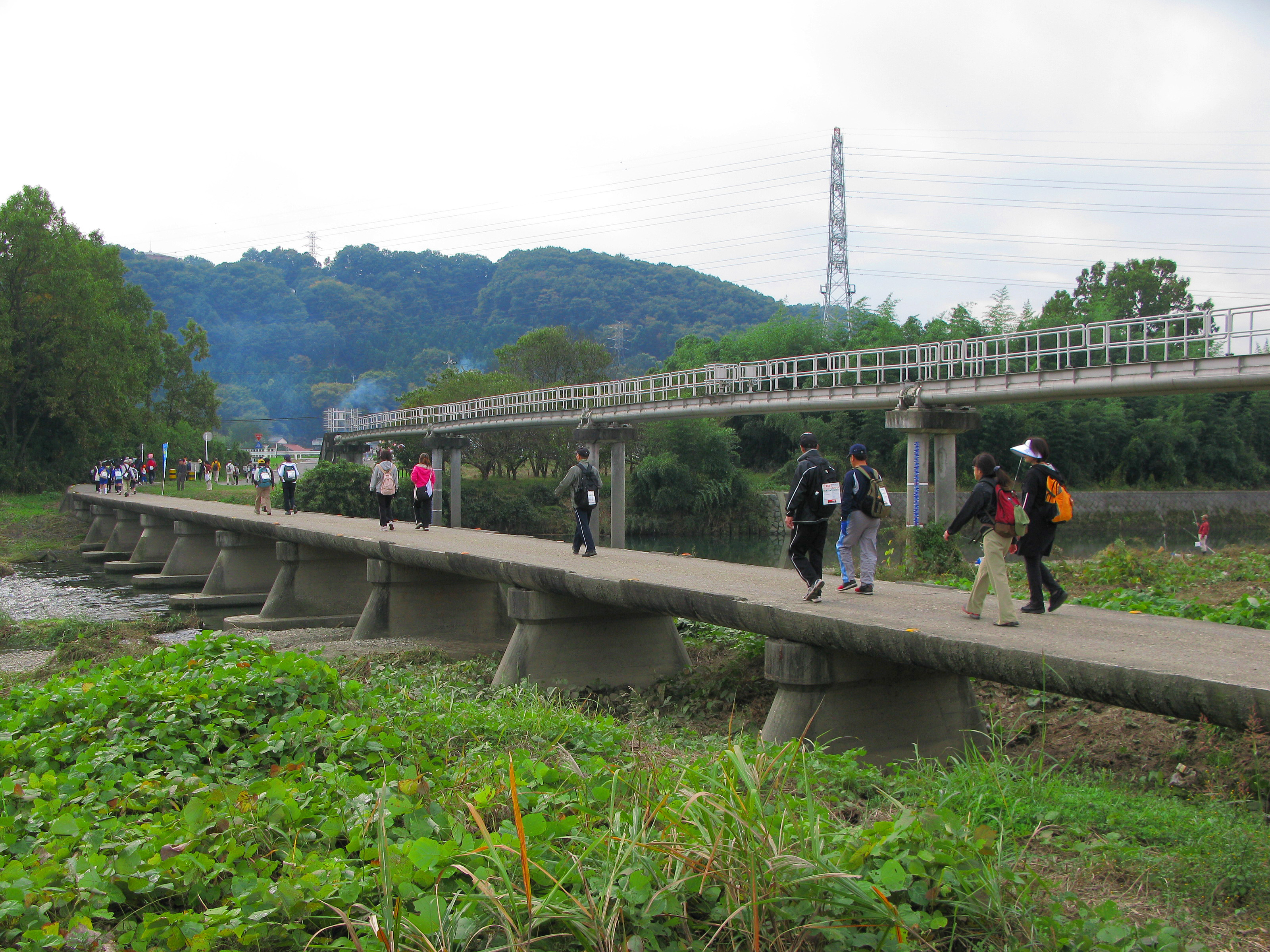
稲荷橋

- 早俣橋（埼玉県道212号岩殿観音南戸守線）
- 長楽落合橋（冠水橋） - 廃橋